# New Canton (Illinois)
New Canton es un pueblo ubicado en el condado de Pike en el estado estadounidense de Illinois. En el Censo de 2010 tenía una población de 359 habitantes y una densidad poblacional de 181,19 personas por km².

## Geografía
New Canton se encuentra ubicado en las coordenadas 39°38′14″N 91°5′54″O / 39.63722, -91.09833. Según la Oficina del Censo de los Estados Unidos, New Canton tiene una superficie total de 1.98 km², de la cual 1.98 km² corresponden a tierra firme y (0%) 0 km² es agua.

## Demografía
Según el censo de 2010, había 359 personas residiendo en New Canton. La densidad de población era de 181,19 hab./km². De los 359 habitantes, New Canton estaba compuesto por el 99.16% blancos, el 0% eran afroamericanos, el 0% eran amerindios, el 0.28% eran asiáticos, el 0% eran isleños del Pacífico, el 0.56% eran de otras razas y el 0% pertenecían a dos o más razas. Del total de la población el 1.39% eran hispanos o latinos de cualquier raza.